# Lúcio Pompeu Vopisco Caio Arrúncio Catélio Céler
Lúcio Pompeu Vopisco Caio Arrúncio Catélio Céler (em latim: Lucius Pompeius Vopiscus Gaius Arruntius Catellius Celer), nascido Caio Catélio Céler, foi um senador romano nomeado cônsul sufecto para o nundínio de novembro a dezembro de 77 com Marco Arrúncio Áquila.
Primeiro Céler incluiu o nome "Arrúncio" ao seu, indicando ou que sua mãe era desta família ou que ele recebeu uma herança desta família em troca da adoção do nome. Além disto, antes de 80 Céler passou a adotar a versão mais longa de seu nome, sugerindo que ele aceitou uma adoção testamentária de um certo Lúcio Pompeu Vopisco por volta desta época. É possível que este Pompeu Vopisco tenha sido Lúcio Pompeu Vopisco, cônsul sufecto em 69.

## Carreira
Não existem informações sobre a vida de Céler antes de 20 de maio de 75, quando ele aparece nos registros dos irmãos arvais como membro de seu colégio. Ronald Syme defende que entre essa data e outubro de 77, quando ele é mencionado novamente, Céler esteve fora de Roma servindo como governador da Lusitânia. Ele voltou a Roma para assumir um consulado (sufecto) em 77 e participou de todas as cerimônias dos irmãos arvais até 86. Depois de 27 de maio de 90, ele desaparece dos registros novamente. Syme explica esta lacuna afirmando que Céler serviu como juridicus da Hispânia Tarraconense neste período. Antes disto, sabe-se que Céler foi também superintendente das obras públicas de Roma (curator operum publicorum) depois de Marco Hírrio Frontão Nerácio Pansa.
Em 91, apesar de ser elegível a participar do sorteio das províncias para o proconsulado da África ou da Ásia, Céler não conseguiu nenhuma das duas.
Alguns historiadores levantaram a possibilidade de Pompeia Celerina, a mãe da segunda esposa de  Plínio, o Jovem, ter sido filha de Céler. Olli Salomies nota que se este fosse caso, ela teria que ter nascido depois de ele ter aceitado sua adoção testamentária (depois de 80) e conclui que "uma moça nascida o mais tardar por volta de 80 não pode ter sido mãe da segunda esposa de Plínio".